# Kodok
Kodok (arabsky كودوك‎; dříve Fašoda) je africké město na břehu Bílého Nilu. Leží na severovýchodě Jižního Súdánu, ve státě Horní Nil. Kodok je hlavním městem země Šiluků. V roce 1955 měl asi 9100 obyvatel.[zdroj?] O Fašodě psal také Karl May ve svém cyklu V zemi Mahdího a Henryk Sienkiewicz v románu Pouští a pralesem.

## Historie
Fašoda je známa jako místo tzv. Fašodské krize, kdy na sebe narazily koloniální snahy Velké Británie a Francie. Tento konflikt proběhl v roce 1898.

## Galerie

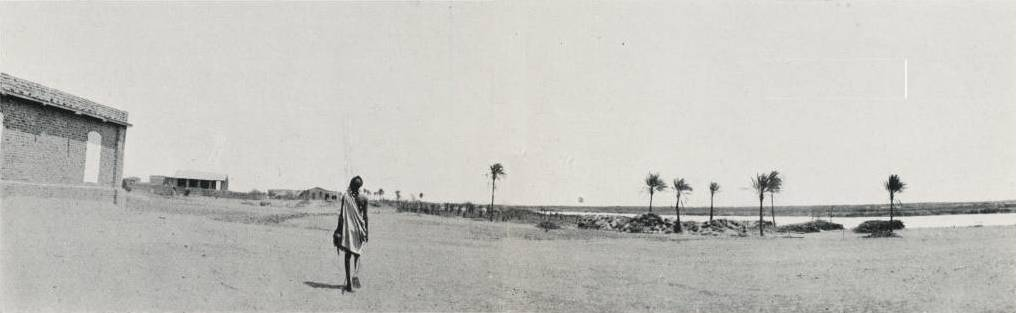
Panorama Fašody (1906)